# Heliconia paludigena
Heliconia paludigena är en enhjärtbladig växtart som beskrevs av Abalo och G.Morales. Heliconia paludigena ingår i släktet Heliconia och familjen Heliconiaceae. Inga underarter finns listade.